# Crambus claviger
Crambus claviger là một loài bướm đêm trong họ Crambidae.